# حسن همتی
حسن همتی سیاستمدار ایرانی است. وی موفق شد در یازدهمین انتخابات مجلس شورای اسلامی که در تاریخ ۲ اسفند ۱۳۹۸ برگزار شد، با کسب ۱۲ هزار و ۵۶۶ رای از مجموع ۶۰ هزار و ۴۰۲ رای، از حوزه انتخابیه شاهین دژ و تکاب از استان آذربایجان غربی انتخاب گردد و به مجلس راه یابد.